# Сара Александрі
Сара Александрі (англ. Sara Alexandri; нар. 22 жовтня 1913, Херсон, Херсонська губернія, Російська імперія) — британська художниця українського походження.

## Біографія
Сара Александрі народилася в Херсоні, Херсонська губернія, Російська імперія (нині Херсонська область, Україна). Здобула освіту в Палестині. Вивчала мистецтво у Флоренції, Італія, спочатку в Королівському інституті мистецтва між 1936 і 1940 роками, а потім, після Другої світової війни, в Королівській академії образотворчих мистецтв протягом 1946-1947 років. Сара Александрі вийшла заміж і переїхала до Англії, спочатку в Баті, а потім у Сент-Леонардс-он-Сі. Картини Александрі олією і аквареллю пейзажів, квітів і фігур на численних виставках у Великій Британії та за кордоном. Серед них Королівська академія в Лондоні, Королівське товариство британських художників, Жіночий міжнародний художній клуб і Королівська академія Заходу Англії в Брістолі та Паризький салон.